# 士魂商才
士魂商才（しこんしょうさい）は、日本語の四字熟語。

## 概要
武士の魂と、商人の才能を兼ね備えるということを意味する。

### 歴史
渋沢栄一によって残された言葉である。江戸時代の商人というのは、いかに富裕であろうとも武家を支える縁の下の力持ちという存在であった。だが渋沢は武士の魂と理財の才を併せ持っていた珍しい日本人であった。明治時代には「和魂漢才」「和魂洋才」といった日本人の魂に異質な才を取り入れて活用することが説かれており、渋沢はこれをまねて「士魂商才」を説く。渋沢の著書では、人の世では武士の精神が必要であるが武士の精神のみに偏して商才が無ければ経済の上で自滅を招くこととなるため、このことから士魂にして商才が無ければならぬと説かれている。
出光佐三は神戸高等商業学校で水島銕也から士魂商才を学び、これを地で行く経営者であった。出光は生活を質素にしたり節約をするということは金を尊重するということであり、金の奴隷になるということではないとする。合理的に社会のために経営をして合理的に利益を上げるということも金を尊重することであるとする。対して昔の商人は人や社会に迷惑をかけようが金を儲けようとしていて、これでは金の奴隷であるとする。出光はこのようにはしないで金を尊重して、武士の魂を持って商売の才能を発揮せよとする。士魂商才が発揮されたために日本の産業は、明治時代に外国の良いところを採り入れて、立派な事業家がたくさん出たとする。